# Silvia Breher

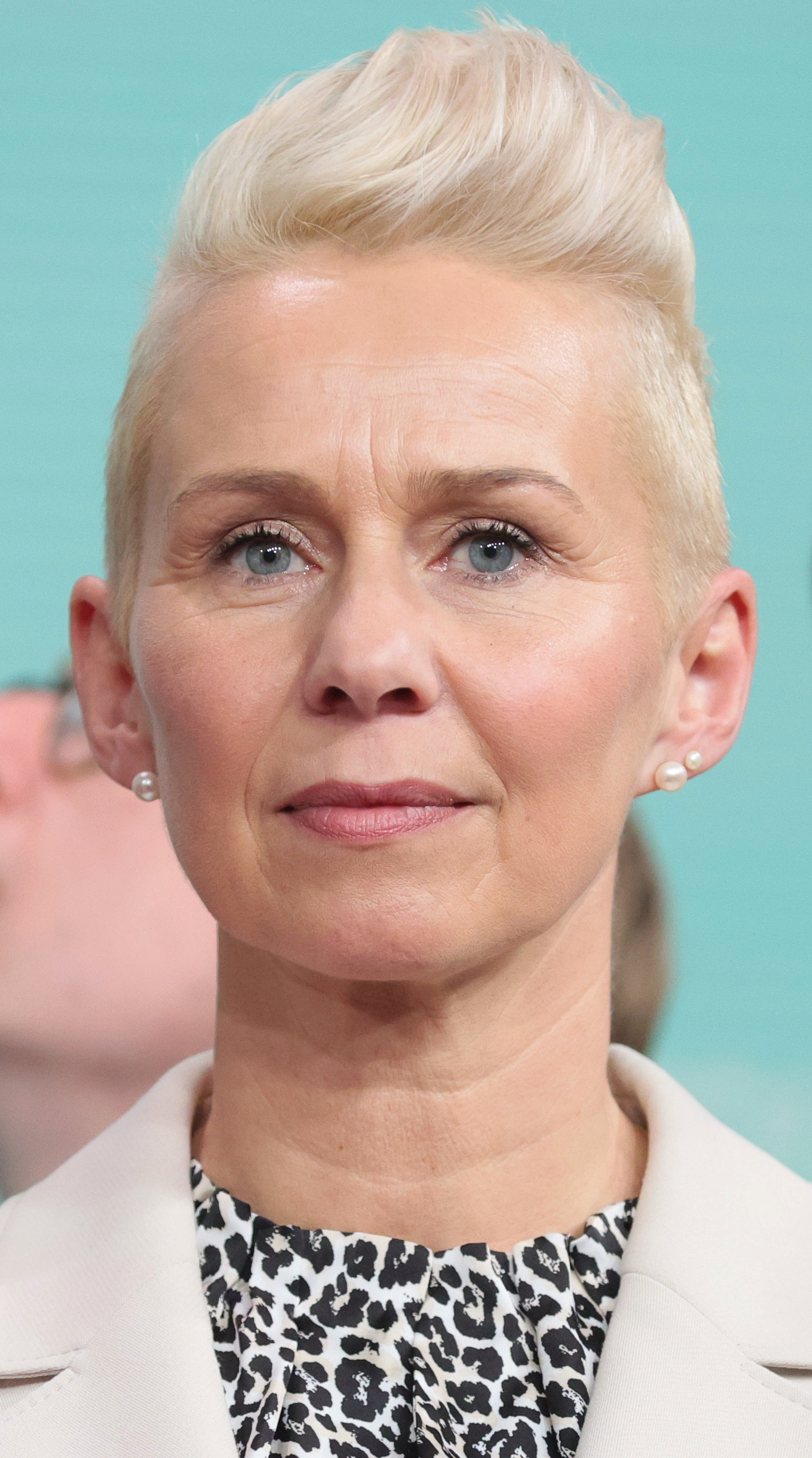
Silvia Breher (2025)

Silvia Maria Breher (geb. Lucke; * 23. Juli 1973 in Löningen) ist eine deutsche Politikerin (CDU). Sie ist seit 2017 Mitglied des Deutschen Bundestages und seit 2025 Parlamentarische Staatssekretärin beim Bundesminister für Landwirtschaft, Ernährung und Heimat. Zudem ist sie seit 2019 stellvertretende Parteivorsitzende der CDU.

## Leben
Als Tochter eines Handwerkers, der im Nebenerwerb einen landwirtschaftlichen Betrieb führte, wuchs Breher auf einem Bauernhof im südoldenburgischen Kirchdorf Lindern auf. Nach ihrem Abitur am Copernicus-Gymnasium Löningen studierte sie Rechtswissenschaft an der Universität Osnabrück. Ende 2001 begann sie ihre Tätigkeit als selbstständige Rechtsanwältin, welche sie bis 2018 ausführte. Von 2011 bis 2017 war sie Geschäftsführerin des Kreislandvolkverbandes Vechta, der lokalen Vertretung der Landwirte.
Breher hat drei Kinder, lebt in Lindern und ist römisch-katholischer Konfession.

## Politisches Engagement
Breher ist Mitglied der CDU und engagiert sich im Kreisverband Cloppenburg. In den Jahren 2014/15 war sie Mitglied der CDU-Kommission Nachhaltig leben – Lebensqualität bewahren und leitet seit 2017 den Fachausschuss Ländlicher Raum, Umwelt und Heimat des CDU-Landesverbandes Oldenburg. Von 2018 bis 2020 war Breher Vorsitzende des CDU-Kreisverbandes Cloppenburg und von 2018 bis 2021 Vorsitzende des CDU-Stadtverbandes Löningen. Im März 2019 wurde sie zur Vorsitzenden des CDU-Landesverbandes Oldenburg gewählt und ist damit Mitglied im Landesvorstand der CDU in Niedersachsen.
Am 3. September 2021 wurde Breher in das achtköpfige „Zukunftsteam“ von Armin Laschet für dessen Kanzlerkandidatur zur Bundestagswahl 2021 berufen. Sie vertrat dort das Thema Familie.

## Abgeordnete
Bei der Bundestagswahl 2017 gewann Breher den Wahlkreis Cloppenburg-Vechta mit 57,7 Prozent der Erststimmen, dem höchsten Erststimmenergebnis aller Kandidaten bundesweit. Generell gilt der Wahlkreis als sichere Parteihochburg der CDU; mit Breher lag ihr Erststimmenanteil hier das erste Mal seit 1949 unter 60 Prozent. Sie wurde damit Mitglied des 19. Deutschen Bundestages und ordentliches Mitglied im Ausschuss für Ernährung und Landwirtschaft und im Ausschuss für Familie, Senioren, Frauen und Jugend. Darüber hinaus gehörte sie als stellvertretendes Mitglied dem Unterausschuss Bürgerschaftliches Engagement an. Außerdem war sie Schriftführerin des Deutschen Bundestages. Im November 2019 wurde Breher mit 82 Prozent der Stimmen zur stellvertretenden Bundesvorsitzenden der CDU gewählt. Der Posten war durch die Wahl von Ursula von der Leyen zur Präsidentin der EU-Kommission frei geworden.
Bei der Bundestagswahl 2021 gewann Breher das Direktmandat ihres Wahlkreises klar vor dem Zweitplatzierten mit 49,0 Prozent. Damit erzielte Breher das beste Erststimmenergebnis für die Unionsparteien und das bundesweit zweitbeste Erststimmenergebnis – hinter dem SPD-Abgeordneten Johann Saathoff. Im 20. Deutschen Bundestag ist sie Mitglied im Ausschuss für Familie, Senioren, Frauen und Jugend und stellvertretendes Mitglied im Ausschuss für Ernährung und Landwirtschaft. Im Dezember 2021 wurde Breher zur Vorsitzenden der Arbeitsgruppe Familie, Senioren, Frauen und Jugend der CDU/CSU-Bundestagsfraktion gewählt und ist damit familienpolitische Sprecherin der CDU/CSU-Bundestagsfraktion.
Bei der Bundestagswahl 2025 gewann Breher das Direktmandat mit 45,8 Prozent der Erststimmen vor einem Bewerber der AfD mit 20,6 Prozent und einem Bewerber der SPD mit 17,5 Prozent der Erststimmen.
Im Zuge der Bildung des Kabinetts Merz wurde Breher im Mai 2025 zur Parlamentarischen Staatssekretärin beim Bundesminister für Landwirtschaft, Ernährung und Heimat, Alois Rainer (CSU), ernannt. Im September 2025 soll sie zusätzlich Beauftragte der Bundesregierung für Tierschutz werden.

## Politische Positionen

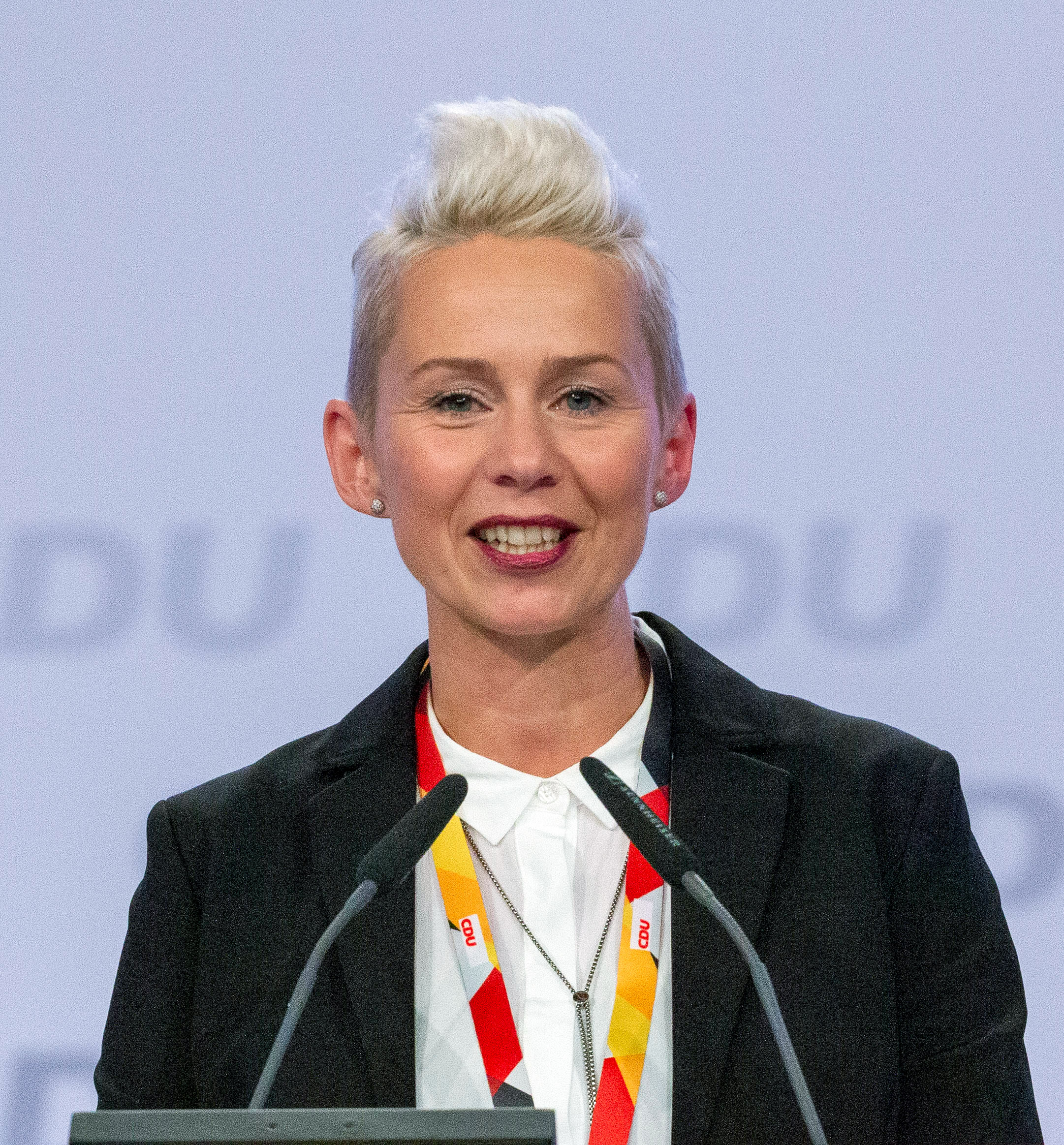
Silvia Breher auf dem CDU-Parteitag am 22. November 2019 in Leipzig

### Schwul-Lesbische Gesellschaftspolitik
Im Jahre 2017 befürwortete Breher die gleichgeschlechtliche Ehe.

### Landwirtschaft
Silvia Breher fordert im Interview mit der agrarzeitung eine verlässliche Zukunftsperspektive für die Landwirtschaft und betont die Notwendigkeit von Reformen im Bau- und Umweltrecht. Wie Breher im Interview mit Olaf Deininger und Patrick Pehl erklärt, ist ihr die Förderung von Frauen in der Landwirtschaft besonders wichtig, der Abbau genehmigungsrechtlicher Hürden in der Tierhaltung und eine stärkere Rolle Deutschlands in der EU-Agrarpolitik. Auch ländliche Räume müssten stärker unterstützt werden, etwa durch eine bessere Infrastruktur und eine gezielte Förderung regionaler Wertschöpfungsketten. Breher stellt klar: „Unsere Landwirte sind unverzichtbar, deshalb muss die Ernährungssicherung als Staatsziel ins Grundgesetz.“

### Soziale Konditionalitäten in der Landwirtschaft
Im Interview mit der agrarzeitung vom 21. Januar 2025 ging Breher auf die Bauernproteste vom Winter 2024/2025 ein und erklärte, dass der Agrardiesel nur der Auslöser gewesen sei, der eigentliche Grund sei eine fehlende Zukunftsperspektive der Landwirtschaft in Deutschland. Sie kritisierte, dass die Ergebnisse der Zukunftskommission Landwirtschaft (ZKL) nicht umgesetzt würden und die Ampel-Koalition stattdessen „ihr eigenes Ding, ideologiebezogen“ mache. Breher forderte, dass Deutschland in der EU-Agrarpolitik wieder führend werden müsse und sprach sich gegen zusätzliche nationale Regelungen aus, die über die europäischen Vorgaben hinausgehen. In Bezug auf die Frauenförderung in der Landwirtschaft plädierte Breher für eine „abgekoppelte Unterstützung für eigene Standbeine der Frauen auf den Höfen, unabhängig vom Betrieb des Betriebsinhabers“. Sie kritisierte, dass es aus baurechtlichen Gründen für Frauen schwer sei, auf bestehenden Betrieben eine eigene Selbstständigkeit zu entwickeln. Breher betonte die Bedeutung moderner Technologie für die Landwirtschaft: „Präzisionslandwirtschaft und KI sind richtig wichtig für die Zukunft. Was viele nur als Trecker auf dem Acker sehen, ist in Wirklichkeit ein hochmoderner Wirtschaftszweig.“ Sie befürwortete auch neue Züchtungstechnologien, die es ermöglichen, "auf veränderte Klimabedingungen besser und schneller reagieren zu können". Zum ländlichen Raum sagte Breher: „Der ländliche Raum ist nicht einfach ein Erholungsgebiet, er ist vor allem Wirtschafts- und Lebensraum.“

### Ländlicher Raum
Sie hebt hervor, dass landwirtschaftliche Betriebe für Aufträge bei Handwerkern sorgen und oft diejenigen sind, „die das soziale Leben vor Ort zusammenhalten“. Für eine funktionierende ländliche Infrastruktur fordert sie eine „verlässliche Gesundheitsversorgung und Kinderbetreuung“ sowie eine „flächendeckende Mobilfunk- und Breitbandinfrastruktur“.

### Frauenpolitik
Silvia Breher plädiert für bessere Rahmenbedingungen zur Vereinbarkeit von Familie und Beruf. Dazu gehöre neben einer guten Kita-Infrastruktur und dem Elterngeld auch ein besserer Mutterschutz für selbstständige Frauen. Im März 2025 sprach sich Breher dagegen aus, das Elterngeld zu Gunsten der Aufrüstung der Bundeswehr zu kürzen: „Ohne das Elterngeld würden insbesondere viele Mütter nach der Geburt auf Sozialleistungen angewiesen sein. Dies wäre eine gleichstellungspolitische Fehlentwicklung, die es zu verhindern gilt“.
Silvia Breher unterstützt Initiativen, die den Schutz von Frauen nachhaltig verbessern sollen, wie zum Beispiel die gesetzliche Einführung eines gestaffelten Mutterschutzes nach Fehlgeburten oder das Gewalthilfegesetz, das einen bundesweiten Rechtsanspruch auf Schutz und Beratung für von Gewalt betroffene Frauen vorsieht.

### Cannabislegalisierung
Silvia Breher äußerte sich 2023 gegen eine Legalisierung von Cannabis. So würde nach internationalen Studien bei einer Legalisierung gerade der Konsum bei Jugendlichen und jungen Erwachsenen steigen, die nach Ansicht von Kinder- und Jugendärzten, Psychologen und Suchtforschern ein erhöhtes Gesundheitsrisiko haben. Zudem wolle Breher keine „Drogenpolitik betreiben, indem ich das Angebot ausweite und dann Suchtpolitik betreibe.“